# Donna Hennyey
Donna Jean Atkinson-Hennyey (New York, 10 aprile 1942) è un'ex schermitrice canadese.

## Biografia
Ha partecipato ai Giochi della XX Olimpiade di Monaco di Baviera nel 1972 ed ai Giochi della XXI Olimpiade di Montréal nel 1976.

## Palmarès
In carriera ha conseguito i seguenti risultati:
- Giochi Panamericani:

Winnipeg 1967: bronzo nel fioretto a squadre.
Città del Messico 1975: argento nel fioretto a squadre.